# Morgan SP1
Morgan SP1 – samochód sportowy klasy kompaktowej typu one-off wyprodukowany pod brytyjską marką Morgan w 2014 roku.

## Historia i opis modelu

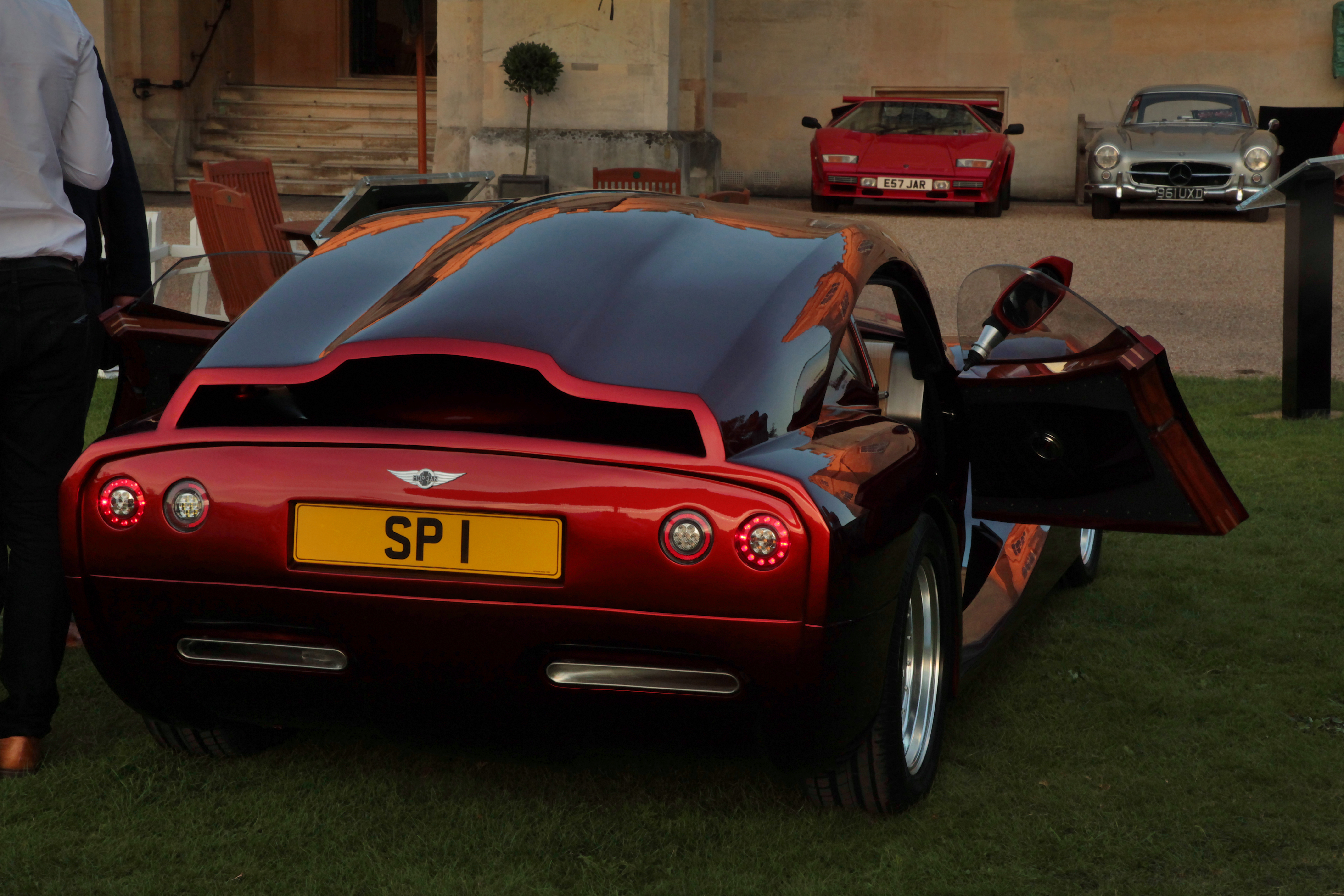
Morgan SP1 - tył

We wrześniu 2014 roku Morgan przedstawił pierwszy w swojej historii samochód zbudowany na specjalne, indywidualne zamówienie typu one-off. Model SP1, czerpiący nazwę od Special Project 1, powstał jako rozwinięcie prototypu Morgan LifeCar z 2009 roku. Czerpiąc przy tym także obszernie rozwiązania stylistyczne z pokrewnego modelu AeroMax, Morgan SP1 przyjął postać awangardowo stylizowanego coupé ze smukłą sylwetką.Samochód powstał z wykorzystaniem stalowego podwozia oraz aluminiowej karoserii, z kolei do wykończenia luksusowo stylizowanej kabiny pasażerskiej wykorzystano także elementy drewniane drewna: jesionu i afrykańskiego drewna Bubinga.
Deska rozdzielcza wzbogacona została przez dotykowy wyświetlacz obsługujący system multimedialny, a z racji opracowania z myślą o rynku lewostronnym kierownica umieszczona została po prawej stronie. Do napędu Morgana SP1 wykorzystany został powszechnie montowany w różnych konstrukcjach brytyjskiej firmy benzynowy silnik typu V6, który wyróżnił się mocą 280 KM i opracowany został przez konstruktorów amerykańskiego Forda.

### Sprzedaż
Morgan SP1, będąc samochodem typu one-off, skonstruowany został wyłącznie w jednym egzemplarzu na specjalne zamówienie indywidualnego nabywcy. Brytyjska firma nie wskazała zarówno, kto był zleceniodawcą wykonania unikatowej konstrukcji ani jaka była cena pojazdu.

### Silnik
- V6 3.7l 280 KM Ford